# Tereza z Lichtenštejna
Tereza Marie z Lichtenštejna (německy Therese von Liechtenstein, 28. července 1850, hrad Liechtenstein – 13. března 1938, Mnichov) byla princezna z Lichtenštejna a sňatkem princezna bavorská.

## Život
Tereza Marie Josefa Marta se narodila jako desáté dítě a devátá dcera Aloise II. z Lichtenštejna a jeho manželky Františky Kinské z Vchynic a Tetova. Byla mladší sestrou Jana II. z Lichtenštejna a starší sestrou Františka I. z Lichtenštejna, panujících lichtenštejnských knížat.
12. dubna 1882 se jako jednatřicetiletá ve Vídni provdala za o dva roky mladšího prince Arnulfa Bavorského, nejmladšího syna prince regenta Luitpolda Bavorského a rakouské arcivévodkyně Augusty Ferdinandy Toskánské. Po dvou letech se jim narodilo jejich jediné dítě:
- Jindřich Bavorský (24. 6. 1884 Mnichov – 8. 11. 1916 Rumunsko), padl v první světové válce, svobodný a bezdětný[1]

Princezna Tereza Marie zemřela 28. července 1938 ve věku 87 let v Mnichově; svého manžela přežila o více než třicet let.